# Mentiras verdaderas (programa de televisión venezolano)
"Mentiras verdaderas" es un programa semanal de curiosidades que se estrenó el 31 de julio de 2009. Este programa es producido y transmitido por RCTV y es conduccido por Patricia Fuenmayor.

## Sinopsis
Mentiras Verdaderas fue un programa de entretenimiento único en su estilo donde las curiosidades, la investigación, los sondeos de opinión y los análisis de especialistas serán las claves para que el público disfrute de un proyecto diferente y novedoso.
La audiencia se recreará con una hora de programa semanal, donde se abordarán temas curiosos y extravagantes que protagoniza la gente común.
La ciudad dinámica con un especial toque musical, es el escenario donde el público y sus opiniones, serán los verdaderos protagonistas.

## Listas de programas que se han transmitido
- La obesidad.

- La cirugía plástica.

- Fealdad

- Tatuaje

- Estatura

- Carro

- Transexualidad

- Animal de compañía

- Alopecia

- Delgadez

- ¿Los asalta cunas?

- ¿Qué tipo de mujer seduce a los hombres, las que tienes belleza interior o exterior?

- ¿Tener senos nuevos otorga una vida nueva?

- ¿Cuál es tu gancho para conquistar?